# Slime Mentality
Slume Mentality è un singolo del rapper statunitense YoungBoy Never Broke Again pubblicato il 3 settembre 2019.

## Video musicale
Il videoclip ufficiale è stato pubblicato sul canale ufficiale del rapper.

## Tracce
1. Slime Mentality – 3:01